# Golfo del Obi
El golfo del Obi (también conocido como bahía del Obi) (en ruso, «Обская губа», Óbskaya Gubá) es un inmenso golfo del océano Ártico localizado en el norte de Rusia, en el distrito autónomo de Yamalo-Nénets.

## Geografía
El golfo está delimitado por la península de Yamal, al oeste, y la península de Guida, al este. En su cabecera desemboca uno de los principales ríos de Rusia, el río Obi. 
Las aguas del golfo fluyen hacia el mar de Kara, que forma parte del océano Ártico. El golfo tiene unos 1000 km de largo y su anchura varía de unos 50 a 80 km, discurriendo, en general, en dirección sur-norte. Es relativamente poco profundo, con una profundidad media de 10-12 m, lo que restringe el transporte marítimo pesado. El estuario del Taz es uno de los brazos del golfo, en la parte oriental, en la desembocadura del río Taz. 
Hay varias islas cerca de la desembocadura del Obi, al comienzo del estuario. Estas islas son planas y bajas. Los humedales están protegidos en virtud de los Sitios Ramsar de Rusia. El resto del golfo del Obi, sin embargo, está libre de islas hasta su confluencia con el mar de Kara. 
La tundra de esta región constituye una ecorregión de la WWF: Tundra de las penínsulas de Yamal y Guida.

## Importancia económica
Se han descubierto depósitos muy grandes de gas natural y petróleo en esta región. El petróleo y el gas de los pozos del sur son enviados a través de oleoductos y transporte por ferrocarril. El yacimiento de gas de Yamburg, en 2001, fue considerado como una de las mayores del mundo, y se encuentra entre la parte sur del golfo y el Estuario del Taz, al este. 